# Ventforet Kofu 2013
Questa voce raccoglie le informazioni riguardanti il Ventforet Kofu nelle competizioni ufficiali della stagione 2013.

## Divise e sponsor
La Mizuno introduce un nuovo motivo a strisce orizzontali: variano anche gli sponsor ufficiali, con l'inserimento del logo della Areahome su maniche e calzoncini in aggiunta ai già presenti Hakubaku e Tokyo Electron Yamanashi.
| Manica sinistra · Maglietta · Maglietta · Manica destra · Pantaloncini · Calzettoni | Manica sinistra · Maglietta · Maglietta · Manica destra · Pantaloncini · Calzettoni |

## Rosa
| N. |                          | Ruolo | Calciatore        |
| -- | ------------------------ | ----- | ----------------- |
| 1  | Giappone (bandiera)      | P     | Kōta Ogi          |
| 2  | Giappone (bandiera)      | D     | Kensuke Fukuda    |
| 4  | Giappone (bandiera)      | D     | Hideomi Yamamoto  |
| 5  | Brasile (bandiera)       | D     | Douglas Santos    |
| 6  | Giappone (bandiera)      | D     | Sho Sasaki        |
| 7  | Giappone (bandiera)      | C     | Katsuya Ishihara  |
| 8  | Giappone (bandiera)      | C     | Ryohei Arai       |
| 9  | Brasile (bandiera)       | A     | Lenny             |
| 10 | Giappone (bandiera)      | C     | Atsushi Izawa     |
| 11 | Brasile (bandiera)       | A     | Hugo              |
| 13 | Corea del Sud (bandiera) | C     | Choi Sung-Kuen    |
| 15 | Giappone (bandiera)      | A     | Akito Kawamoto    |
| 16 | Giappone (bandiera)      | A     | Masaru Matsuhashi |
| 17 | Giappone (bandiera)      | D     | Takuma Tsuda      |
| 18 | Giappone (bandiera)      | C     | Yoshifumi Kashiwa |

| N. |                     | Ruolo | Calciatore      |
| -- | ------------------- | ----- | --------------- |
| 19 | Giappone (bandiera) | D     | Kōhei Morita    |
| 20 | Giappone (bandiera) | C     | Masahiro Kaneko |
| 21 | Giappone (bandiera) | P     | Kōhei Kawata    |
| 22 | Giappone (bandiera) | P     | Hiroki Oka      |
| 23 | Giappone (bandiera) | D     | Makoto Rindo    |
| 24 | Giappone (bandiera) | C     | Yuki Horigome   |
| 25 | Giappone (bandiera) | A     | Kazuki Hiramoto |
| 26 | Giappone (bandiera) | D     | Naoaki Aoyama   |
| 27 | Giappone (bandiera) | C     | Teruyoshi Itō   |
| 28 | Giappone (bandiera) | A     | Yuki Hashizume  |
| 29 | Giappone (bandiera) | C     | Kōki Mizuno     |
| 30 | Giappone (bandiera) | C     | Kazunari Hosaka |
| 32 | Giappone (bandiera) | P     | Kosuke Okanishi |
| 41 | Giappone (bandiera) | D     | Yukio Tsuchiya  |

## Calciomercato

### Sessione invernale
| Acquisti | Acquisti        | Acquisti              | Acquisti |
| R.       | Nome            | da                    | Modalità |
| -------- | --------------- | --------------------- | -------- |
| P        | Kōhei Kawata    | Gamba Osaka           |          |
| P        | Kosuke Okanishi | Chūō Daigaku          |          |
| D        | Naoki Aoyama    | Yokohama F·Marinos    |          |
| D        | Yukio Tsuchiya  | Tokyo Verdy           |          |
| C        | Ryhoei Arai     | Giravanz Kitakyushu   |          |
| C        | Masahiro Kaneko | Kokushikan Daigaku    |          |
| C        | Naotake Hanyū   | FC Tokyo              |          |
| C        | Kōki Mizuno     | Kashiwa Reysol        |          |
| A        | Lenny           | Desportivo Brasil     |          |
| A        | Hugo            | Paraná                |          |
| A        | Akito Kawamoto  | Ryutsu Keizai         |          |
| A        | Kazuki Hiramoto | Tokyo Verdy           |          |
| A        | Yuki Hashizume  | Yamanashi Gakuin Dai. |          |

| Cessioni | Cessioni           | Cessioni         | Cessioni |
| R.       | Nome               | a                | Modalità |
| -------- | ------------------ | ---------------- | -------- |
| P        | Masaki Kinoshita   | Nagano Parceiro  |          |
| D        | Daisuke Tomita     | Mito HollyHock   |          |
| C        | Genki Nagasato     | Gainare Tottori  |          |
| C        | Fernandinho        |                  |          |
| C        | Naoki Hatada       | Nagano Parceiro  |          |
| A        | Atsushi Katagiri   |                  |          |
| A        | Hiroyuki Takasaki  | Tokushima Vortis |          |
| A        | Davi               | Kashima Antlers  |          |
| A        | Kota Aroi          | JEF United       |          |
| A        | Shogo Fujimaki     |                  |          |
| A        | Renato             |                  |          |
| A        | Kentarō Shigematsu | FC Tokyo         |          |

## Risultati

### Campionato

#### Girone di andata
| Arbitro: | Hosotani |

|           |           |              |
| Igawa 88’ | Marcatori | 12’ Hiramoto |

| Arbitro: | Imamura |

|          |           |                           |
| Hugo 37’ | Marcatori | 6’ Kakitani 77’ Yamaguchi |

| Arbitro: | Imamura |

|  |           |             |
|  | Marcatori | 90+4’ Honda |

| Arbitro: | Ogiya |

|           |           |              |
| Igawa 88’ | Marcatori | 12’ Hiramoto |

| Arbitro: | Yoshida |

|  |           |              |
|  | Marcatori | 26’ Tsuchiya |

| Arbitro: | Matsuo |

|                                           |           |                   |
| Fukuda 7’ Hugo Guimarães 12’ Tsuchiya 77’ | Marcatori | 21’ (aut.) Aoyama |

| Kashima 20 aprile 2013, ore 19:04 UTC+9 | Kashima Antlers | 0 – 0 referto | Ventforet Kofu | Kashima Soccer Stadium (9 898 spett.)\| Arbitro: \| Iemoto \| |
| Arbitro:                                | Iemoto          |               |                |                                                               |

| Arbitro: | Murakami |

|             |           |              |
| Nakamura 4’ | Marcatori | 90+5’ Aoyama |

| Arbitro: | Yoshida |

|               |           |              |
| Hugo 33’, 67’ | Marcatori | 82’ Kanazono |

### Coppa Yamazaki Nabisco
| Arbitro: | Sato |

|              |           |          |
| Hattanada 9’ | Marcatori | 32’ Hugo |

| Arbitro: | Matsuo |

|  |           |                         |
|  | Marcatori | 23’ Hyodo 52’ Nakamachi |

| Arbitro: | Kimura |

|  |           |              |
|  | Marcatori | 10’ Taketomi |

| Arbitro: | Sato |

|                 |           |                                |
| Ljubijankič 51’ | Marcatori | 24’, 29’ Kawamoto 56’ Ortigoza |

| Arbitro: | Ogiya |

|              |           |                                 |
| Ortigoza 43’ | Marcatori | 33’ Yajima 50’ Saneto 81’ Okubo |

| Arbitro: | Yamamoto |

|           |           |              |
| Komano 6’ | Marcatori | 30’ Ortigoza |

## Statistiche

### Statistiche di squadra
| Competizione           | Punti | Totale | Totale | Totale | Totale | Totale | Totale | D.R. |
| Competizione           | Punti | G      | V      | N      | P      | Gf     | Gs     | D.R. |
| ---------------------- | ----- | ------ | ------ | ------ | ------ | ------ | ------ | ---- |
| Coppa Yamazaki Nabisco | -     | 6      | 1      | 2      | 3      | 6      | 9      | -    |
| Totale                 |       | -      | -      | -      | -      | -      | -      |      |